# Santa Eulària des Riu
Santa Eulària des Riu egy község Spanyolországban, a Baleár-szigeteken. Santa Eulària des Riu Sant Joan de Labritja, Sant Antoni de Portmany és Ibiza községekkel határos. Lakosainak száma 41 706 fő (2024).

## Népesség
A település népessége az elmúlt években az alábbi módon változott:
| Lakosok száma | 23 755 | 25 826 | 27 152 | 31 314 | 33 734 | 36 189 | 36 119 | 38 015 | 40 038 | 41 706 |
|               | 2001   | 2004   | 2006   | 2009   | 2011   | 2014   | 2016   | 2019   | 2021   | 2024   |